# 1577 Рајс
1577 Рајс (енгл. 1577 Reiss) је астероид главног астероидног појаса са средњом удаљеношћу од Сунца која износи 2,230 астрономских јединица (АЈ).
Апсолутна магнитуда астероида је 13,1.